# Lista de finais masculinas em duplas do Torneio de Wimbledon
Esta é a lista de finais masculinas em duplas do Torneio de Wimbledon.

## Por ano

### Era aberta
| Ano                                                           | Campeões                            | Vice-campeões                           | Resultado                       | Piso |
| ------------------------------------------------------------- | ----------------------------------- | --------------------------------------- | ------------------------------- | ---- |
| 2025                                                          | Julian Cash Lloyd Glasspool         | Rinky Hijikata David Pel                | 6–2, 7–63                       |      |
| 2024                                                          | Harri Heliövaara Henry Patten       | Max Purcell Jordan Thompson             | 7–67, 86–7, 7–69                |      |
| 2023                                                          | Wesley Koolhof Neal Skupski         | Marcel Granollers Horacio Zeballos      | 6–4, 6–4                        |      |
| 2022                                                          | Matthew Ebden Max Purcell           | Nikola Mektić Mate Pavić                | 7–65, 36–7, 4–6, 6–4, 7–6(10–2) |      |
| 2021                                                          | Nikola Mektić Mate Pavić            | Marcel Granollers Horacio Zeballos      | 6–4, 7–65, 2–6, 7–5             |      |
| Torneio não realizado em 2020, devido à pandemia de COVID-19. |                                     |                                         |                                 |      |
| 2019                                                          | Juan Sebastián Cabal Robert Farah   | Nicolas Mahut Édouard Roger-Vasselin    | 56–7, 7–65, 7–66, 56–7, 6–3     |      |
| 2018                                                          | Mike Bryan Jack Sock                | Raven Klaasen Michael Venus             | 6–3, 96–7, 6–3, 5–7, 7–5        |      |
| 2017                                                          | Łukasz Kubot Marcelo Melo           | Oliver Marach Mate Pavić                | 5–7, 7–5, 7–62, 3–6, 13–11      |      |
| 2016                                                          | Pierre-Hugues Herbert Nicolas Mahut | Julien Benneteau Édouard Roger-Vasselin | 6–4, 7–61, 6–3                  |      |
| 2015                                                          | Jean-Julien Rojer Horia Tecău       | Jamie Murray John Peers                 | 7–65, 6–4, 6–4                  |      |
| 2014                                                          | Vasek Pospisil Jack Sock            | Bob Bryan Mike Bryan                    | 7–65, 36–7, 6–4, 3–6, 7–5       |      |
| 2013                                                          | Bob Bryan Mike Bryan                | Ivan Dodig Marcelo Melo                 | 3–6, 6–3, 6–4, 6–4              |      |
| 2012                                                          | Jonathan Marray Frederik Nielsen    | Robert Lindstedt Horia Tecău            | 4–6, 6–4, 7–65, 56–7, 6–3       |      |
| 2011                                                          | Bob Bryan Mike Bryan                | Robert Lindstedt Horia Tecău            | 6–3, 6–4, 7–62                  |      |
| 2010                                                          | Jürgen Melzer Philipp Petzschner    | Robert Lindstedt Horia Tecău            | 6–1, 7–5, 7–5                   |      |
| 2009                                                          | Daniel Nestor Nenad Zimonjić        | Bob Bryan Mike Bryan                    | 7–67, 36–7, 7–63, 6–3           |      |
| 2008                                                          | Daniel Nestor Nenad Zimonjić        | Jonas Björkman Kevin Ullyett            | 7–612, 7–63, 6–3, 6–3           |      |
| 2007                                                          | Arnaud Clément Michaël Llodra       | Bob Bryan Mike Bryan                    | 56–7, 6–3, 6–4, 6–4             |      |
| 2006                                                          | Bob Bryan Mike Bryan                | Fabrice Santoro Nenad Zimonjić          | 6–3, 4–6, 6–4, 6–2              |      |
| 2005                                                          | Stephen Huss Wesley Moodie          | Bob Bryan Mike Bryan                    | 7–64, 6–3, 26–7, 6–3            |      |
| 2004                                                          | Jonas Björkman Todd Woodbridge      | Julian Knowle Nenad Zimonjić            | 6–1, 6–4, 4–6, 6–4              |      |
| 2003                                                          | Jonas Björkman Todd Woodbridge      | Mahesh Bhupathi Max Mirnyi              | 3–6, 6–3, 7–64, 6–3             |      |
| 2002                                                          | Jonas Björkman Todd Woodbridge      | Mark Knowles Daniel Nestor              | 6–1, 6–2, 76–7, 7–5             |      |
| 2001                                                          | Donald Johnson Jared Palmer         | Jiří Novák David Rikl                   | 6–4, 4–6, 6–3, 7–66             |      |
| 2000                                                          | Todd Woodbridge Mark Woodforde      | Paul Haarhuis Sandon Stolle             | 6–3, 6–4, 6–1                   |      |
| 1999                                                          | Mahesh Bhupathi Leander Paes        | Paul Haarhuis Jared Palmer              | 106–7, 6–3, 6–4, 7–64           |      |
| 1998                                                          | Jacco Eltingh Paul Haarhuis         | Todd Woodbridge Mark Woodforde          | 2–6, 6–4, 7–63, 5–7, 10–8       |      |
| 1997                                                          | Todd Woodbridge Mark Woodforde      | Jacco Eltingh Paul Haarhuis             | 7–64, 7–67, 5–7, 6–3            |      |
| 1996                                                          | Todd Woodbridge Mark Woodforde      | Byron Black Grant Connell               | 4–6, 6–1, 6–3, 6–2              |      |
| 1995                                                          | Todd Woodbridge Mark Woodforde      | Rick Leach Scott Melville               | 7–5, 7–68, 7–65                 |      |
| 1994                                                          | Todd Woodbridge Mark Woodforde      | Grant Connell Patrick Galbraith         | 7–63, 6–3, 6–1                  |      |
| 1993                                                          | Todd Woodbridge Mark Woodforde      | Grant Connell Patrick Galbraith         | 7–5, 6–3, 7–64                  |      |
| 1992                                                          | John McEnroe Michael Stich          | Jim Grabb Richey Reneberg               | 5–7, 7–65, 3–6, 7–65, 19–17     |      |
| 1991                                                          | John Fitzgerald Anders Järryd       | Javier Frana Leonardo Lavalle           | 6–3, 6–4, 76–7, 6–1             |      |
| 1990                                                          | Rick Leach Jim Pugh                 | Pieter Aldrich Danie Visser             | 7–65, 7–64, 7–65                |      |
| 1989                                                          | John Fitzgerald Anders Järryd       | Rick Leach Jim Pugh                     | 3–6, 7–64, 6–4, 7–64            |      |
| 1988                                                          | Ken Flach Robert Seguso             | John Fitzgerald Anders Järryd           | 6–4, 2–6, 6–4, 7–63             |      |
| 1987                                                          | Ken Flach Robert Seguso             | Sergio Casal Emilio Sánchez             | 3–6, 66–7, 7–63, 6–1, 6–4       |      |
| 1986                                                          | Joakim Nyström Mats Wilander        | Gary Donnelly Peter Fleming             | 7–64, 6–3, 6–3                  |      |
| 1985                                                          | Heinz Günthardt Balázs Taróczy      | Patrick Cash John Fitzgerald            | 6–4, 6–3, 4–6, 6–3              |      |
| 1984                                                          | Peter Fleming John McEnroe          | Pat Cash Paul McNamee                   | 6–2, 5–7, 6–2, 3–6, 6–3         |      |
| 1983                                                          | Peter Fleming John McEnroe          | Tim Gullikson Tom Gullikson             | 6–4, 6–3, 6–4                   |      |
| 1982                                                          | Peter McNamara Paul McNamee         | Peter Fleming John McEnroe              | 6–3, 6–2                        |      |
| 1981                                                          | Peter Fleming John McEnroe          | Bob Lutz Stan Smith                     | 6–4, 6–4, 6–4                   |      |
| 1980                                                          | Peter McNamara Paul McNamee         | Bob Lutz Stan Smith                     | 7–65, 6–3, 46–7, 6–4            |      |
| 1979                                                          | Peter Fleming John McEnroe          | Brian Gottfried Raúl Ramírez            | 4–6, 6–4, 6–2, 6–2              |      |
| 1978                                                          | Bob Hewitt Frew McMillan            | Peter Fleming John McEnroe              | 6–1, 6–4, 6–2                   |      |
| 1977                                                          | Ross Case Geoff Masters             | John Alexander Phil Dent                | 6–3, 6–4, 3–6, 48–9, 6–4        |      |
| 1976                                                          | Brian Gottfried Raúl Ramírez        | Ross Case Geoff Masters                 | 3–6, 6–3, 8–6, 2–6, 7–5         |      |
| 1975                                                          | Vitas Gerulaitis Sandy Mayer        | Colin Dowdeswell Allan Stone            | 7–5, 8–6, 6–4                   |      |
| 1974                                                          | John Newcombe Tony Roche            | Bob Lutz Stan Smith                     | 8–6, 6–4, 6–4                   |      |
| 1973                                                          | Jimmy Connors Ilie Năstase          | Ashley Cooper Neale Fraser              | 3–6, 6–3, 6–4, 38–9, 6–1        |      |
| 1972                                                          | Bob Hewitt Frew McMillan            | Stan Smith Erik Van Dillen              | 6–2, 6–2, 9–7                   |      |
| 1971                                                          | Roy Emerson Rod Laver               | Arthur Ashe Dennis Ralston              | 4–6, 9–7, 6–8, 6–4, 6–4         |      |
| 1970                                                          | John Newcombe Tony Roche            | Ken Rosewall Fred Stolle                | 10–8, 6–3, 6–1                  |      |
| 1969                                                          | John Newcombe Tony Roche            | Tom Okker Marty Riessen                 | 7–5, 11–9, 6–3                  |      |
| 1968                                                          | John Newcombe Tony Roche            | Ken Rosewall Fred Stolle                | 3–6, 8–6, 5–7, 14–12, 6–3       |      |

### Era amadora
| Ano                                                                        | Campeões                               | Vice-campeões                                | Resultado                 | Piso |
| -------------------------------------------------------------------------- | -------------------------------------- | -------------------------------------------- | ------------------------- | ---- |
| 1967                                                                       | Bob Hewitt Frew McMillan               | Roy Emerson Ken Fletcher                     | 6–2, 6–3, 6–4             |      |
| 1966                                                                       | Ken Fletcher John Newcombe             | William Bowrey Owen Davidson                 | 6–3, 6–4, 3–6, 6–3        |      |
| 1965                                                                       | John Newcombe Tony Roche               | Ken Fletcher Bob Hewitt                      | 7–5, 6–3, 6–4             |      |
| 1964                                                                       | Bob Hewitt Fred Stolle                 | Roy Emerson Ken Fletcher                     | 7–5, 11–9, 6–4            |      |
| 1963                                                                       | Rafael Osuna Antonio Palafox           | Jean Claude Barclay Pierre Darmon            | 4–6, 6–2, 6–2, 6–2        |      |
| 1962                                                                       | Bob Hewitt Fred Stolle                 | Boro Jovanović Nikola Pilić                  | 6–2, 5–7, 6–2, 6–4        |      |
| 1961                                                                       | Roy Emerson Neale Fraser               | Bob Hewitt Fred Stolle                       | 6–4, 6–8, 6–4, 6–8, 8–6   |      |
| 1960                                                                       | Rafael Osuna Dennis Ralston            | Mike Davies Bobby Wilson                     | 7–5, 6–3, 10–8            |      |
| 1959                                                                       | Roy Emerson Neale Fraser               | Rod Laver Bob Mark                           | 8–6, 6–3, 14–16, 9–7      |      |
| 1958                                                                       | Sven Davidson Ulf Schmidt              | Ashley Cooper Neale Fraser                   | 6–4, 6–4, 8–6             |      |
| 1957                                                                       | Gardnar Mulloy Budge Patty             | Neale Fraser Lew Hoad                        | 8–10, 6–4, 6–4, 6–4       |      |
| 1956                                                                       | Lew Hoad Ken Rosewall                  | Nicola Pietrangeli Orlando Sirola            | 7–5, 6–2, 6–1             |      |
| 1955                                                                       | Rex Hartwig Lew Hoad                   | Neale Fraser Ken Rosewall                    | 7–5, 6–4, 6–3             |      |
| 1954                                                                       | Rex Hartwig Mervyn Rose                | Vic Seixas Tony Trabert                      | 6–4, 6–4, 3–6, 6–4        |      |
| 1953                                                                       | Lew Hoad Ken Rosewall                  | Rex Hartwig Mervyn Rose                      | 6–4, 7–5, 4–6, 7–5        |      |
| 1952                                                                       | Ken McGregor Frank Sedgman             | Vic Seixas Eric Sturgess                     | 6–3, 7–5, 6–4             |      |
| 1951                                                                       | Ken McGregor Frank Sedgman             | Jaroslav Drobný Eric Sturgess                | 3–6, 6–2, 6–3, 3–6, 6–3   |      |
| 1950                                                                       | John Bromwich Adrian Quist             | Geoff Brown Bill Sidwell                     | 7–5, 3–6, 6–3, 3–6, 6–2   |      |
| 1949                                                                       | Richard Gonzales Frank Parker          | Gardnar Mulloy Ted Schroeder                 | 6–4, 6–4, 6–2             |      |
| 1948                                                                       | John Bromwich Frank Sedgman            | Thomas Brown Gardnar Mulloy                  | 5–7, 7–5, 7–5, 9–7        |      |
| 1947                                                                       | Robert Falkenburg Jack Kramer          | Tony Mottram Bill Sidwell                    | 8–6, 6–3, 6–3             |      |
| 1946                                                                       | Tom Brown Jack Kramer                  | Geoff Brown Dinny Pails                      | 6–4, 6–4, 6–2             |      |
| Torneio não realizado entre 1940 e 1945, devido à Segunda Guerra Mundial.  |                                        |                                              |                           |      |
| 1939                                                                       | Elwood Cooke Bobby Riggs               | Charles Hare Frank Wilde                     | 6–3, 3–6, 6–3, 9–7        |      |
| 1938                                                                       | Don Budge Gene Mako                    | Henner Henkel Georg von Metaxa               | 6–0, 6–4, 6–8, 6–1        |      |
| 1937                                                                       | Don Budge Gene Mako                    | Pat Hughes Raymond Tuckey                    | 6–0, 6–4, 6–8, 6–1        |      |
| 1936                                                                       | George Hughes Raymond Tuckey           | Charles Hare Frank Wilde                     | 6–4, 3–6, 7–9, 6–1, 6–4   |      |
| 1935                                                                       | Jack Crawford Adrian Quist             | Wilmer Allison John Van Ryn                  | 6–3, 5–7, 6–2, 5–7, 7–5   |      |
| 1934                                                                       | George Lott Lester Stoefen             | Jean Borotra Jacques Brugnon                 | 6–2, 6–3, 6–4             |      |
| 1933                                                                       | Jean Borotra Jacques Brugnon           | Ryosuke Nunoi Jiro Sato                      | 4–6, 6–3, 6–3, 7–5        |      |
| 1932                                                                       | Jean Borotra Jacques Brugnon           | Pat Hughes Fred Perry                        | 6–0, 4–6, 3–6, 7–5, 7–5   |      |
| 1931                                                                       | George Lott John Van Ryn               | Jacques Brugnon Henri Cochet                 | 6–2, 10–8, 9–11, 3–6, 6–3 |      |
| 1930                                                                       | Wilmer Allison John Van Ryn            | John Doeg George Lott                        | 6–3, 6–3, 6–2             |      |
| 1929                                                                       | Wilmer Allison John Van Ryn            | Ian Collins Colin Gregory                    | 6–4, 5–7, 6–3, 10–12, 6–4 |      |
| 1928                                                                       | Jacques Brugnon Henri Cochet           | John Hawkes Gerald Patterson                 | 13–11, 6–4, 6–4           |      |
| 1927                                                                       | Francis Hunter Bill Tilden             | Jacques Brugnon Henri Cochet                 | 1–6, 4–6, 8–6, 6–3, 6–4   |      |
| 1926                                                                       | Jacques Brugnon Henri Cochet           | Howard Kinsey Vincent Richards               | 7–5, 4–6, 6–3, 6–2        |      |
| 1925                                                                       | Jean Borotra René Lacoste              | Ray Casey John F. Hennessey                  | 6–4, 11–9, 4–6, 1–6, 6–3  |      |
| 1924                                                                       | Francis Hunter Vincent Richards        | R. Norris Williams Watson Washburn           | 6–3, 3–6, 8–10, 8–6, 6–3  |      |
| 1923                                                                       | Leslie Godfree Randolph Lycett         | Manuel de Gomar Eduardo Flaquer              | 6–3, 6–4, 3–6, 6–3        |      |
| 1922                                                                       | James Anderson Randolph Lycett         | Gerald Patterson Pat O'Hara Wood             | 3–6, 7–9, 6–4, 6–3, 11–9  |      |
| 1921                                                                       | Randolph Lycett Max Woosnam            | Arthur Lowe Gordon Lowe                      | 6–3, 6–0, 7–5             |      |
| 1920                                                                       | Chuck Garland Richard Williams         | James Cecil Parke Algernon Kingscote         | 4–6, 6–4, 7–5, 6–2        |      |
| 1919                                                                       | Pat O'Hara Wood Ronald Thomas          | Rodney Heath Randolph Lycett                 | 6–4, 6–2, 4–6, 6–2        |      |
| Torneio não realizado entre 1915 e 1918, devido à Primeira Guerra Mundial. |                                        |                                              |                           |      |
| 1914                                                                       | Norman Brookes Anthony Wilding         | Herbert Barrett Charles Dixon                | 6–1, 6–1, 5–7, 8–6        |      |
| 1913                                                                       | Charles Dixon Herbert Roper Barrett    | Heinrich Kleinschroth Friedrich–Wilhelm Rahe | 6–2, 6–4, 4–6, 6–2        |      |
| 1912                                                                       | Charles Dixon Herbert Roper Barrett    | Max Decugis André Gobert                     | 3–6, 6–3, 6–4, 7–5        |      |
| 1911                                                                       | Max Décugis André Gobert               | Josiah Ritchie Tony Wilding                  | 9–7, 5–7, 6–3, 2–6, 6–2   |      |
| 1910                                                                       | Josiah Ritchie Anthony Wilding         | Herbert Barrett Arthur Gore                  | 6–1, 6–1, 6–2             |      |
| 1909                                                                       | Arthur Gore Herbert Roper Barrett      | Stanley Doust Harry Parker                   | 6–2, 6–1, 6–4             |      |
| 1908                                                                       | Josiah Ritchie Anthony Wilding         | Herbert Barrett Arthur Gore                  | 6–1, 6–2, 1–6, 9–7        |      |
| 1907                                                                       | Norman Brookes Anthony Wilding         | Karl Behr Beals Wright                       | 6–4, 6–4, 6–2             |      |
| 1906                                                                       | Frank Riseley Sydney Smith             | Lawrence Doherty Reginald Doherty            | 6–8, 6–4, 5–7, 6–3, 6–3   |      |
| 1905                                                                       | Lawrence Doherty Reginald Doherty      | Frank Riseley Sydney Smith                   | 6–2, 6–4, 6–8, 6–3        |      |
| 1904                                                                       | Lawrence Doherty Reginald Doherty      | Frank Riseley Sydney Smith                   | 6–1, 6–2, 6–4             |      |
| 1903                                                                       | Lawrence Doherty Reginald Doherty      | Frank Riseley Sydney Smith                   | 6–4, 6–4, 6–4             |      |
| 1902                                                                       | Frank Riseley Sydney Smith             | Lawrence Doherty Reginald Doherty            | 4–6, 8–6, 6–3, 4–6, 11–9  |      |
| 1901                                                                       | Lawrence Doherty Reginald Doherty      | Dwight F. Davis Holcombe Ward                | 4–6, 6–2, 6–3, 9–7        |      |
| 1900                                                                       | Lawrence Doherty Reginald Doherty      | Herbert Barrett H.A. Nisbet                  | 9–7, 7–5, 4–6, 3–6, 6–3   |      |
| 1899                                                                       | Lawrence Doherty Reginald Doherty      | C. Hobart H.A. Nisbet                        | 7–5, 6–0, 6–2             |      |
| 1898                                                                       | Lawrence Doherty Reginald Doherty      | C. Hobart H.A. Nisbet                        | 6–4, 6–4, 6–2             |      |
| 1897                                                                       | Lawrence Doherty Reginald Doherty      | Herbert Baddeley Wilfred Baddeley            | 6–4, 4–6, 8–6, 6–4        |      |
| 1896                                                                       | Herbert Baddeley Wilfred Baddeley      | Reginald Doherty H.A. Nisbet                 | 1–6, 3–6, 6–4, 6–2, 6–1   |      |
| 1895                                                                       | Herbert Baddeley Wilfred Baddeley      | Wilberforce Eaves E.W. Lewis                 | 8–6, 5–7, 6–4, 6–3        |      |
| 1894                                                                       | Herbert Baddeley Wilfred Baddeley      | H.S. Barlow E.W. Lewis                       | 5–7, 7–5, 4–6, 6–3, 8–6   |      |
| 1893                                                                       | Joshua Pim Frank Stoker                | H.S. Barlow E.W. Lewis                       | 4–6, 6–3, 6–1, 2–6, 6–0   |      |
| 1892                                                                       | Ernest Lewis Harry S. Barlow           | Herbert Baddeley Wilfred Baddeley            | 4–6, 6–2, 8–6, 6–4        |      |
| 1891                                                                       | Herbert Baddeley Wilfred Baddeley      | Joshua Pim Frank Stoker                      | 6–1, 6–3, 1–6, 6–2        |      |
| 1890                                                                       | Joshua Pim Frank Stoker                | George Hillyard E.W. Lewis                   | 6–0, 7–5, 6–4             |      |
| 1889                                                                       | Ernest Renshaw William Renshaw         | George Hillyard E.W. Lewis                   | 6–4, 6–4, 3–6, 0–6, 6–1   |      |
| 1888                                                                       | Ernest Renshaw William Renshaw         | Patrick Bowes–Lyon Herbert Wilberforce       | 2–6, 1–6, 6–3, 6–4, 6–3   |      |
| 1887                                                                       | Patrick Bowes-Lyon Herbert Wilberforce | E. Barratt-Smith H.J. Crispe                 | 7–5, 6–3, 6–2             |      |
| 1886                                                                       | Ernest Renshaw William Renshaw         | C.E. Farrer A.J. Stanley                     | 6–3, 6–3, 4–6, 7–5        |      |
| 1885                                                                       | Ernest Renshaw William Renshaw         | C.E. Farrer A.J. Stanley                     | 6–3, 6–3, 10–8            |      |
| 1884                                                                       | Ernest Renshaw William Renshaw         | E.W. Lewis E.L. Williams                     | 6–3, 6–1, 1–6, 6–4        |      |

Pisos: 
      Duro 
      Saibro 
      Grama 
      Carpete 